# Olivier Lannoy
Pour les articles homonymes, voir Lannoy (homonymie).
Olivier Lannoy est un joueur français de volley-ball né le 13 juin 1990 . Il mesure 1,83 m et joue réceptionneur-attaquant.

## Clubs
| Club         | Pays   | De        | À         |
| ------------ | ------ | --------- | --------- |
| Beauvais OUC | France | 2008-2009 | 2008-2009 |

Vice-champion de France 2009